# محطة كاسي
محطة كاسي هي واحدة من ثلاث محطات دائمة ومراكز بحثية في القارة القطبية الجنوبية تديرها شعبة أنتاركتيكا الأسترالية [الإنجليزية] (AAD). تقع المحطة على الجانب الشمالي من شبه جزيرة بيلي [الإنجليزية] المطلة على خليج فينسينز [الإنجليزية] على ساحل بود [الإنجليزية] في ويلكس لاند في الإقليم الأسترالي في القارة القطبية الجنوبية وهي منطقة تطالب بها أستراليا. تبعد محطة كيسي عن بيرث في جنوب أستراليا حوالي 3880 كيلومترًا (2410 ميل).
أطلق عليها هذا الاسم تكريما لـ ريتشارد كيسي (سياسي أسترالي) [الإنجليزية] وهو سياسي ورجل دولة أسترالي بارز.